# Experimento (canción)
«Experimento» es una canción interpretada por el rapero y cantante puertorriqueño Myke Towers. Fue publicada el 23 de septiembre de 2021 a través de Warner Music Latina. El sencillo fue presentado por primera vez durante la 28.ª edición de los premios Billboard de la Música Latina.

## Composición y letra
La pista está compuesta sobre una base de dance pop y música disco con elementos de la música electrónica, lo que se distancia de lo que venía haciendo Towers con sus demás canciones donde predominaban géneros musicales como el reguetón y el dembow. Sobre este cambio en su sonido, Towers mencionó:

«Yo quería seguir demostrando que soy uno de los artistas más versátiles que hay en la música latina en este momento y para mí es lo que tenía que venir después de la dureza de los temas de Like Myke».
Myke Towers

La lírica de la canción trata sobre una pareja que intenta probar experiencias nuevas para mantener viva su relación sin importar el lugar, ni el momento para dar rienda suelta a su amor pasional.

## Video musical
El videoclip fue dirigido por Brad Furman y protagonizado por la modelo estadounidense Josie Canseco y el basquetbolista estadounidense Terry Rozier. La trama del video tiene lugar en un club nocturno, donde Towers se cruza con su interés amoroso, para luego darle continuidad a su relación por el resto de la noche.

## Premios y nominaciones
| Año  | Premiación           | Categoría           | Resultado | Ref.  |
| ---- | -------------------- | ------------------- | --------- | ----- |
| 2023 | Premios SESAC Latina | Canciones ganadores | Ganador   | [ 7 ] |

## Posicionamiento en las listas
| Listas (2021–2022)                    | Mejor posición |
| ------------------------------------- | -------------- |
| Colombia (Monitor Latino)             | 1              |
| Ecuador (Monitor Latino)              | 1              |
| El Salvador (Monitor Latino)          | 3              |
| España (PROMUSICAE)                   | 3              |
| Guatemala (Monitor Latino)            | 5              |
| Honduras (Monitor Latino)             | 1              |
| Hot Latin Songs (Billboard)           | 34             |
| Italia (FIMI)                         | 93             |
| Latin Airplay (Billboard)             | 20             |
| Latin Pop Airplay (Billboard)         | 5              |
| Latin Rhythm Airplay (Billboard)      | 11             |
| México (Monitor Latino)               | 3              |
| Mexico Airplay (Billboard)            | 2              |
| Mexico Espanol Airplay (Billboard)    | 6              |
| Nicaragua (Monitor Latino)            | 1              |
| Panamá (Monitor Latino)               | 4              |
| Panamá (PRODUCE)                      | 14             |
| Puerto Rico (Monitor Latino)          | 2              |
| República Dominicana (Monitor Latino) | 1              |

| Listas (2021)                         | Mejor posición |
| ------------------------------------- | -------------- |
| Ecuador (Monitor Latino)              | 68             |
| España (PROMUSICAE)                   | 69             |
| Guatemala (Monitor Latino)            | 49             |
| Nicaragua (Monitor Latino)            | 29             |
| Panamá (Monitor Latino)               | 99             |
| Puerto Rico (Monitor Latino)          | 97             |
| República Dominicana (Monitor Latino) | 69             |

## Certificaciones
| País           | Organismo certificador | Certificación | Ventas certificadas | Simbolización | Ref.   |
| -------------- | ---------------------- | ------------- | ------------------- | ------------- | ------ |
| España         | PROMUSICAE             | 3× Platino    | 120 000             | ▲             | [ 34 ] |
| Estados Unidos | RIAA                   | 3× Platino    | 180 000             | ▲             | [ 35 ] |

## Historial de lanzamientos
| Región | Fecha                    | Formato(s)                 | Discográfica        | Ref.   |
| ------ | ------------------------ | -------------------------- | ------------------- | ------ |
| Varios | 23 de septiembre de 2021 | Descarga digital streaming | Warner Music Latina | [ 36 ] |